# Rose Elliot
Rose Elliot (* 1945) ist eine englische Autorin vegetarischer Kochbücher.

## Biographie
Ihre Großmutter Grace Cooke war die Gründerin der esoterischen Vereinigung „White Eagle Lodge“. Im gruppeneigenen Restaurant „New Lands“ kochte Elliot in den 1960er-Jahren erstmals öffentlich und entwickelte auch eigene Rezepte. Schließlich produzierte sie 1967 ein erstes eigenes Kochbuch für die White Eagle Lodge Charity. Seitdem veröffentlichte sie rund 60 Kochbücher. 2012 erschien 30-minute Vegetarian bei Harper Collins.
Die Queen verlieh ihr 1999 den Ehrentitel Member of British Empire (MBE) für ihre Verdienste um die vegetarische Küche. Das Buch Rose Elliot’s New Complete Vegetarian wurde 2011 mit einem Gourmand World Cookbook Award als „Best Vegetarian Cookbook in the World“ ausgezeichnet.
Rose Elliot ist Förderin und Mitglied der Vegetarian Society, der Vegetarian’s International Voice for Animals (VIVA), der Vegetarian and Vegan Foundation und von Mensa International; sie lebt in Hampshire und in London.

## Werke
- Simply Delicious. The White Eagle Publishing Trust, Hampshire 1967
- Not Just a Load of Old Lentils. The White Eagle Publishing Trust, Hampshire 1972
- Thrifty Fifty, 50 Low Cost Recipes. White Eagle Publishing Trust, Hampshire 1973
- The Oxfam Vegetable Cookbook. Oxfam, 1975
- The Bean Book. Fontana, 1979
- The Festive Vegetarian: Recipes and Menus for Every Occasion. Pantheon Books, New York, U.S.A. 1983
- Rose Elliot’s Book of Fruits. Fontana Paperbacks, 1983
- Book of Savoury Flans and Pies. Fontana, 1984
- Beanfeast; a beginner’s guide to wholefood cooking. Fontana, 1985
- The New Vegetarian Cookbook. Octopus Books, London 1986
- Vegetarian Mother and Baby Book. Pantheon Books, 1986
- Vegetarian Dishes of the World. HarperCollins Publishers, 1988
- The Zodiac Cookbook. Pyramid, 1989
- Vegetarian Four Seasons. Random House, New York, NY, U.S.A. 1994
- Life Cycles, The Influence of Planetary Cycles on Our Lives. Macmillan, 1993, und Pan, 1995
- Rose Elliot’s Oxfam Vegetarian Cooking For Children. Vermilion, 1995
- Rose Elliot’s Vegetarian Fast Food. HarperCollinsPublishers, 1996
- Gourmet Vegetarian Cooking. Thorsons, Wellingborough 1996
- Quick and Easy Vegetarian Meals for Students. Martin Books, 1997
- Vegetarian Meals for Students. Harper Collins, London 1997
- Mother, Baby & Toddler Book. Harper Collins, London 1997
- New Vegetarian Cooking: 120 Fast, Fresh, and Fabulous Recipes. Simon & Schuster, 2004
- Rose Elliot’s New Complete Vegetarian. Harper Collins, London 2011
- 30-Minute Vegetarian. Harper Collins, London 2012